# Takayuki Negishi
Takayuki Negishi (根岸貴幸, Negishi Takayuki) (nascido em 6 de agosto de 1961) é um compositor, arranjador e produtor musical de Tóquio. Negishi começou a trabalhar como operador de sintetizador em 1983. Ele compôs inúmeras canções para artistas do mercado fonográfico japonês em sua carreira, além de já ter contribuído para muitas trilhas sonoras.
Ele trabalhou com o estúdio IMAGIN, onde frequentemente arranjou canções com Kohei Tanaka, com quem trabalhou na primeira abertura de One Piece, "We Are!". A canção acabou por vencer o prêmio de "Melhor Música Tema" no Animation Kobe Awards em 2000, e "Melhor Composição (1989-1999)" no Heisei Anisong Grand Prix de 2019.
O time de "We Are!" repetiu a dose no anime com a abertura "Over the Top", novamente com o mesmo cantor, Hiroshi Kitadani.
Ele também compôs a trilha sonora da sequência de Sakura Card Captors, chamada Cardcaptor Sakura: Clear Card-he.
Negishi trabalhou em obras como Tokyo Mew Mew, Strawberry 100% e Shingeki no Kyojin, onde fez o arranjo de "Utsukushiki Zankoku na Sekai", o primeiro encerramento do anime.